# روجر رينولدز
روجر رينولدز (بالإنجليزية: Roger Reynolds)‏ هو ملحن أمريكي، ولد في 18 يوليو 1934 في ديترويت في الولايات المتحدة.

## وصلات خارجية
- روجر رينولدز على موقع ميوزك برينز (الإنجليزية)
- روجر رينولدز على موقع ديسكوغز (الإنجليزية)